# رازییوو (استان اوپوله)
رازییوو (به لهستانی: Radziejów) یک منطقهٔ مسکونی در لهستان است که در گمینا رنگسکا ویش واقع شده‌است.